# Улица Римского-Корсакова (Москва)
Улица Ри́мского-Ко́рсакова — улица в районе Отрадное Северо-Восточного административного округа города Москвы. Проходит от улицы Декабристов до Юрловского проезда.

## Название
Названа в 1974 году в честь Николая Андреевича Римского-Корсакова (1844—1908) — композитора, дирижёра, общественного деятеля, участника творческого содружества «Могучая кучка».

## Описание
Улица Римского-Корсакова проходит на северо-восток, начинаясь от улицы Декабристов как продолжение восточной части проектируемого проезда № 5350 и заканчивается, поворачивая на юго-восток и переходя в Юрловский проезд. По нечётной стороне улицы к ней примыкают Высоковольтный проезд и Казеевский переулок. В полукилометре от улицы к северу параллельно ей проходит Медведковская железнодорожная ветка.

## Учреждения и организации
По нечётной стороне:
- № 1 — пенсионный отдел «Отрадное»;
- № 3 — «Тойота Центр Отрадное»;

По чётной стороне:
- № 6 — ГБУ "Центр социального обслуживания «Отрадное»;
- № 8 — почтовое отделение № 566 (127566);
- № 16 — детская библиотека № 58, управление социальной защиты населения района Отрадное[1].

## Общественный транспорт

### Внеуличный транспорт

#### Станцииметро
- Бибирево
- Отрадное

### Наземный транспорт

#### Автобусы
- 238:  Окружная —  Владыкино —  Отрадное — улица Римского-Корсакова —  Бабушкинская — Станция Лосиноостровская
- 238к: Микрорайон 4 «Д» Отрадного —  Отрадное — улица Римского-Корсакова —  Бабушкинская — Станция Лосиноостровская